# Boone County (Illinois)
Boone County je okres ve státě Illinois v USA. K roku 2020 zde žilo 53 448 obyvatel. Správním městem okresu je Belvidere. Celková rozloha okresu činí 746 km². Je pojmenován po pohraničáři Danielu Booneovi.

## Sousední okresy
| Růžice kompasu |                  | Rock County             | Walworth County | Růžice kompasu |
| Růžice kompasu | Winnebago County | Sever                   | McHenry County  | Růžice kompasu |
| Růžice kompasu | Winnebago County | Boone County (Illinois) | McHenry County  | Růžice kompasu |
| Růžice kompasu | Winnebago County | Jih                     | McHenry County  | Růžice kompasu |
| Růžice kompasu | Ogle County      | DeKalb County           |                 | Růžice kompasu |